# Sum 41
Sum 41 (транскр.  Сам 41) је канадска музичка група из Ајакса, града у покрајини Онтарио. 

## Чланови

### Садашњи
- Дерик Вибли — главни вокал, ритам гитара, клавијатуре, соло гитара, пратећи вокал, повремено бубањ
- Дејв Бекш — соло гитара, пратећи вокал
- Џејсон Макаслин — бас-гитара, пратећи вокал
- Том Такер — ритам и соло гитара, клавијатуре, пратећи вокал
- Френк Зумо — бубањ, удараљке, пратећи вокал

### Бивши
- Стив Јокз — бубањ, удараљке, пратећи вокал, повремени главни вокал
- Џон Маршал — главни вокал, ритам гитара
- Ричард Рој — бас-гитара
- Марк Спиколак — бас-гитара

## Дискографија

### Студијски албуми
- (2001)
- (2002)
- (2004)
- (2007)
- (2011)
- (2016)
- (2019)
- Heaven :x: Hell (2024)